# 麻斜街道
麻斜街道，是中华人民共和国广东省湛江市坡头区下辖的一个乡镇级行政单位。

## 行政区划
麻斜街道下辖以下地区：
麻斜社区、麻新村和麻斜村。